# 赤柱炮台
赤柱炮台（英語：Stanley Battery），位於香港赤柱半島的南端。於1936年由駐港英軍建造，於1937年7月建成炮台後，東海岸射擊指揮部亦由魔鬼山遷移至此。該炮台在1941年12月8日爆發的香港保衛戰中，成為英軍在戰事中後期的主要防守據點，期間多次轟擊入侵香港島的日軍，即使炮台飽受多次空襲及炮轟，日軍又向炮台步步進逼，該處的英軍仍堅守炮台至12月26日。香港主權移交後，赤柱炮台的設施分別被評級為香港一級歷史建築及香港二級歷史建築。

## 建造

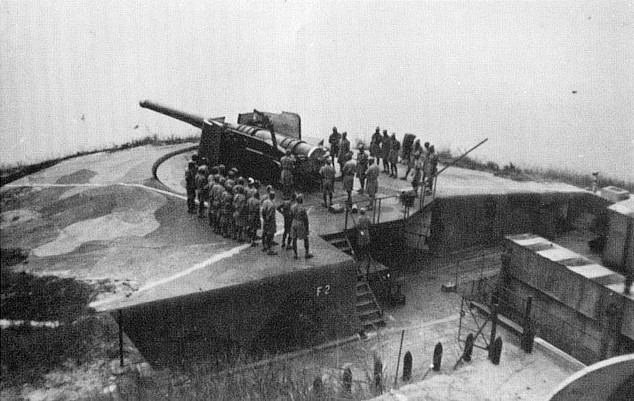
在摩星嶺炮台演練中的9.2吋口徑後裝海防炮，此款海防炮亦被安裝在赤柱炮台作為主力火炮，但採用改良型炮座延伸射程。

1930年代後期，由於日本對香港的威脅日增，為了加強防衛香港島，駐港英軍開始在香港島南部的海岸建立多座炮台，包括舂坎角炮台、黃麻角炮台、博加拉炮台及赤柱炮台等。興建赤柱炮台期間，因為炮台原址及附近一帶有村民居住，政府於是在赤柱大街興建了8間平房安置居民，即現在的八間屋。赤柱炮台配備3門9.2吋口徑後裝海防炮，3門9.2吋炮雖然是從摩星嶺炮台及歌賦炮台拆下的舊炮，但因為炮台需要防守香港島南岸的開闊海面，所以採用經過改良的Mk VII炮座，炮身的最大仰角由Mk V炮座的15度大增至35度，使射程由19公里增至27公里，而且3門9.2吋炮都可360度迴轉，必要時可支援陸戰。

## 香港保衛戰
在1941年12月8日爆發的香港保衛戰中，赤柱炮台的皇家炮兵團第8重炮兵營及守軍曾經大顯神威，令侵略香港的日軍死傷慘重。12月20日，日軍驅逐艦雷及電號一同駛近香港島，赤柱炮台的9.2吋海防炮開火阻擊，有炮彈落在雷號艦側10米並使其輕傷，兩艦只好施放煙幕撤退。炮台雖然受到日軍多次空襲，但仍然保持戰鬥力，並且支援陸戰，使日軍登陸香港島後的攻勢受阻。赤柱的守軍多次與日軍229聯隊激戰，即使寡不敵眾仍然堅持。1941年12月25日下午，香港總督楊慕琦決定投降，但是當時防守赤柱的東旅指揮官華里士准將，因為未能確定投降消息的真偽，所以在赤柱的戰事仍然持續，直至12月26日，投降指令送達赤柱後，該處的英軍才投降。不過守軍在確認投降時，已沒有足夠時間將炮台破壞，炮台的海防炮被日軍虜獲。在三年零八個月的香港日佔時期中，日軍對炮台加以擴建，以應付盟軍的反攻，包括在9.2吋海防炮的炮位增設防護牆，但炮位的射角因此受到限制。1945年9月香港重光，英軍回到炮台駐守，至於3門9.2吋海防炮後來因沒有需要而被拆除，炮位只留下基座。
因為赤柱炮台在抵抗日軍入侵中具有歷史意義，炮台有多項設施已列入香港歷史建築。

## 現況
現時，赤柱炮台屬於中國人民解放軍駐香港部隊的赤柱軍營，屬於軍事禁區。雖然炮台的1號9.2吋海防炮炮床還有保留，但是2號和3號炮床已經改建為赤柱衛星通訊站，用來設置人造衛星碟形天線。雖然赤柱炮台有多個香港歷史建築，但實際上公眾並不能入內參觀。

## 相關
- 香港保衛戰
- 赤柱拘留營
- 赤柱軍人墳場
- 舊赤柱警署
- 八間屋
- 赤柱監獄
- 香港海事博物館
- 黃麻角道
- 富豪海灣

## 外部連結
- 赤柱炮台（英文版）
- 赤柱炮台現狀[]